# Epicypta neolimnophila
Epicypta neolimnophila är en tvåvingeart som beskrevs av Zaitzev 1991. Epicypta neolimnophila ingår i släktet Epicypta och familjen svampmyggor. Inga underarter finns listade i Catalogue of Life.